# Берстель Олександр Карлович
Берстель Олександр Карлович (1788 або 1789–23(11).11.1830, за іншими даними, 1835) — декабрист, військовик. Із дворян Казанської губернії, син російського урядовця Карла Берстеля, уродженця м. Штеттін (нині м. Щецин, Польща). По закінченні 2-го кадетського корпусу (Санкт-Петербург) з осені 1805 — підпоручик 11-го артилерійського полку в Києві, 1806 — 13-ї артилерійської бригади, з якою 1807 переведений до Херсона. 1808 — поручик. Брав участь у російсько-турецькій війні 1806—1812. За хоробрість у битві за Ізмаїл 1808 став кавалером ордена св. Анни 4-го ст. Учасник Війни 1812, антинаполеонівських походів 1813–14 та 1815. За бої, в тому числі на Волині, нагороджений пам'ятною срібною медаллю. 1813 — штабс-капітан. Одружився з дочкою прусського майора Густава Імгова Марією.
1818 — капітан, наставник у школі юнкерів 3-го піхотного корпусу, серед яких були майбутні декабристи О.Пестов, брати А.Борисов та П.Борисов. Од 1819 — командир різних рот. Від 1824 — підполковник.
З осені 1825 — член Товариства з'єднаних слов'ян. Арештований 1 лютого (20 січ.) 1826 у містечку Рокитне, ув'язнений первісно в Білій Церкві, а від 13(01) лютого до 2 серпня (21 липня) — у Петропавловській фортеці. За 7-м розрядом (як приналежний до таємного товариства, обізнаний з метою декабристів та їхнім задумом позбавити волі імператорську сім'ю) у липні 1826 засуджений до дворічних каторжних робіт. Покарання відбував у Бобруйську (нині місто в Республіці Білорусь); термін було скорочено до одного року. 1827 відданий в солдати на Кавказ. Загинув у сутичці з горцями.